# Zori Balayan
Zori Balayan (arménien : Զորի Բալայան ; né le 10 février 1935 à Stepanakert) est un romancier arménien, journaliste, médecin du sport, voyageur et expert du sport. Il a reçu le « Renowned master of the Arts », un titre officiel arménien.

## Biographie
Zori Balayan est né à Stepanakert, Oblast autonome du Haut-Karabagh, en République socialiste soviétique d'Azerbaïdjan. Il est diplômé de la Ryazan State Medical University en 1963. De 1971 à 1973, il a parcouru les toundras du Kamtchatka et de la péninsule tchouktche sur des traîneaux à chiens, voyageant jusqu'à la mer du Nord. Dans son essai Hearth, publié lors de la période pré-perestroïka, il a essayé de démontrer l'identité arménienne du Haut-Karabagh et identifié le Nakhitchevan comme historiquement appartenant à l'Arménie. Il a en outre considéré les Turcs (y compris l'Azerbaïdjan) comme un ennemi de la Russie et de l'Arménie.
En 1988, lui et la poétesse arménienne Sylva Kapoutikian ont été reçus par Mikhaïl Gorbatchev et ont discuté de l'absence de programmes de télévision et de manuels scolaires en langue arménienne dans les écoles du Haut-Karabagh, ainsi que d'autres préoccupations de la majorité de la population d'origine arménienne du Haut-Karabagh.
En octobre 1993, il a signé la lettre des quarante-deux (en).
Balayan est journaliste pour l'hebdomadaire en langue russe Literatournaïa gazeta.

## Allégation
Les Azerbaïdjanais citent un paragraphe d'un livre, La Renaissance de nos âmes, que d'autres sites web nomment La Renaissance de nos esprits, prétendument écrit par Zori Balayan où il admettrait avoir tué un enfant turc. Les Azerbaïdjanais vont jusqu'à citer les pages, la citation, la société éditrice et la ville de publication.
Zori Balayan a nié avoir jamais écrit un tel livre en disant :

« Beaucoup de gens qui m'appellent ces jours-ci demandent si j'ai un livre publié à Vanadzor et intitulé « La Renaissance de notre esprit ». La question est que, pour deux ans déjà les gens viennent à travers cette désinformation sale, ce non-sens parfait, et c'est un euphémisme, ce qui est dit être une phrase de mon non-existant livre. Je tiens à dire que les auteurs de ces citations fausses ne comprennent pas que tout d'abord ils discréditent leur propre peuple. J'exige que ceux qui ont droit à protéger les droits des écrivains en enquêtant sur ces cas pour montrer aux lecteurs le livre qui a été cité. Je suis sûr que les droits de l'homme ne sont pas un son creux mais une réalité nécessaire de notre vie et il doit être protégé. »

Le ministère arménien des Affaires étrangères a déclaré :

« En outre, le film cite à plusieurs reprises ce quasi-livre que personne n'a jamais vu par Zori Balayan. Et personne ne peut voir ce livre comme il n'avait jamais existé. Zori Balayan a démenti cette rumeur à plusieurs reprises. »

Ayse Gunaysu, membre de la Commission contre le racisme et la discrimination de l'Association des droits de l'Homme de Turquie (branche d'Istanbul) :

« Même si l'on ne savait pas qu'il n'y avait pas un tel ouvrage de Zori Balayan, il devrait être assez évident, d'après le langage utilisé dans la représentation de la torture, que la citation a été entièrement constituée. Ce qui était choquant, c'est que la citation a été répétée, pas par un ultra-nationaliste turc, un ennemi des Arméniens, mais par une personne [Onur Caymaz] qui dénonce vivement le racisme et la discrimination. »

Onur Caymaz, un écrivain turc progressiste, d'esprit démocratique, quelques jours après la publication de son article dans le journal turc Radikal où il citait la prétendue « citation » par Zori Balayan, a écrit dans son blog personnel qu'il avait tort, qu'il était évident que Zori Balayan n'avait pas écrit un tel livre, et que la citation était fausse. Il a dit qu'il avait entendu parler du livre d'un médecin azéri à un débat à la télévision.

## Interpol
Les autorités azerbaïdjanaises allèguent que Balayan a été impliqué dans un attentat à la bombe du métro de Bakou en 1994. Le secrétaire général d'Interpol, dans une lettre à Balayan, a déclaré que l'agence a examiné la plainte politiquement motivée et qu'elle avait retiré Balayan de sa liste des personnes recherchées par la suite.

## Livres
- My Kilikia, (russe), Erevan, 2004
- Zim Kilikia (Զիմ Կիլիկիա (arménien)), Erevan 2005
- Kilikia (Կիլիկիա (arménien)), vols. 2 and 3, Erevan 2006 - 2007
- Chasm, (arménien et russe), Erevan, 2004
- Heaven and Hell, (arménien, russe et anglais) Los Angeles, 1997, Erevan, 1995
- Hearth, Moscou 1984, Erevan 1981
- Between Two Fires, Erevan 1979
- Blue roads, Erevan 1975
- Required Man's opinion, (russe), Erevan 1974